# Aircraft Operations Manual
Een Aircraft Operations Manual of AOM (Nederlands: Vlieghandboek) is het handboek van een vliegtuig. In dit handboek staan alle procedures, limitaties en systemen beschreven. De AOM is in de meeste landen een verplicht document aan boord.
In de AOM zijn alle technische aspecten van een vliegtuig te vinden. Piloten gebruiken de AOM als referentie bij de bediening van het toestel. Voordat een vlieger solo vliegt op een toestel, moet hij eerst de belangrijke feiten uit de AOM kennen. In Nederland is de AOM bij wet een verplicht document aan boord.

## Inhoud

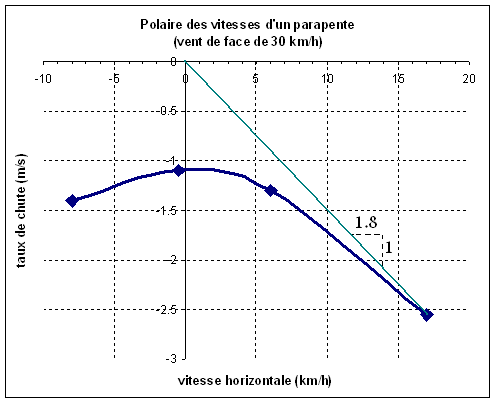
Een polaire van een parachute bij een snelheid van 30 km/h

In een AOM staan ten minste de volgende zaken:
- De V-waarden. (Overtrek-, max-flap-, landingsgestel-, landings- en maximumsnelheid)
- De maximale G-krachten
- Vleugelpolaire bij verschillende snelheden
- Noodprocedures
- Bediening van de bewegende onderdelen
- Cockpit-plattegrond
- Instrumenten